# アフマートヴァ (小惑星)
アフマートヴァ (3067 Akhmatova) は小惑星帯に位置する小惑星である。クリミア天体物理天文台でソビエト連邦の天文学者リュドミーラ・カラチキナが発見した。
20世紀前半から中葉のロシアを代表する女性詩人であるアンナ・アフマートヴァに因んで命名された。